# Biharugra
Biharugra község Békés vármegyében, a Sarkadi járásban.

## Fekvése
Békés vármegye északkeleti peremén fekszik, természetföldrajzi szempontból a Kis-Sárrét keleti részén, a Sebes-Körös egyik holtága mentén található. Jelentős természeti értékét képezi a Biharugrai-halastavak tórendszere, amely a település és az országhatár között terül el.
Szomszédai: észak felől Körösszakál, északkelet felől Körösnagyharsány, dél felől Geszt, délnyugat felől Zsadány, nyugat felől Komádi, északnyugat felől pedig Magyarhomorog; kelet és délkelet felől Romániához tartozó területek határolják. A legközelebbi város Komádi, amely már Hajdú-Bihar vármegyében fekszik, de közelebb fekszik hozzá a szintén a szomszéd megyébe eső Biharkeresztes, mint saját járási székhelye, Sarkad.

### Megközelítése
Központján végighúzódik a Körösszakál-Zsadány közti 4216-os út, közúton csak ezen érhető el mindkét végponti település irányából.
Vasútvonal nem érinti, a legközelebbi üzemelő vasútállomás Okányban található, a Békéscsaba–Kötegyán–Vésztő–Püspökladány-vasútvonal Okány vasútállomása, körülbelül 15 kilométerre.

## Története
Biharugra területén az Árpád-korban már léteztek települések: Peszere, Peterd, Iregd vagy Nagyugra, Kisugra vagy Egyházasugra, Monostorugra. Ezek története a 12. század elején kezdődött egy kolostor megépítésével, ám a tatárjárás alatt alatt azonban ezek a területek elpusztultak és elnéptelenedtek. A hatalmas, birtokos nélkül maradt földeket IV. Béla szétosztotta vitézei között, így lett a környékbeli földek új tulajdonosa Danela, majd 1329-ben az ő fiai. A 14. századtól kezdve évszázadok alatt ezek a birtokok felaprózódtak, tucatnyi, egymással rokonságban álló család osztozott rajtuk, de többségük Danela leszármazottai, az Ugraiak kezében maradt.
A törökök 1566-ban, Gyula várának elfoglalása után Ugra vidékét is elfoglalták. Amikor 1598-ban Várad irányába indultak, útközben 13 falut, köztük az itt álló Nagyfalut is elpusztították, de Háromugra ezt a pusztítást még túlélte. Nem úgy az 1660-asat, amikor a törökök II. Rákóczi György erdélyi fejedelem ellen indultak bosszúhadjáratra.
A törökök kiverése után a régi birtokos Ugray-család tért vissza. Ezután megerősödtek a földesúri család majorgazdaságai, ahol a lakosok részesművelést folytattak, mások alkalmazottként dolgoztak vagy béresnek szegődtek. A jobbágyfelszabadítás után viták támadtak a birtokviszonyok miatt, ezeket egy 1858-as per döntötte el, amelyet a kihalt Ugray család örököse, Bölöny Sándor rendezett.
Biharugrán 1827 óta éltek zsidó felekezetűek. Az 1860-as években hitközséget alakítottak. Számuk 1870-ben 54 fő volt. Az 1880-as években imaházat építettek, amely az Erzsébet utcán állt, de Trianon után egyre többen költöztek el a községből.
A második világháború során tankcsata zajlott Biharugránál, ebben 7 tank sérült meg. A háború során 6 ház égett le, megsérült a templom toronysüvegének déli része, valamint 1944-ben hat személyt is deportáltak a községből: Hartmann Lőrinc és felesége, Komlósi Sándorné és özv. Winkler Sándorné lettek a holokauszt áldozatai, a két Komlósi-lány hazatért. A háború után megindultak az építkezések: 10 évalatt 70 új ház épült, viszont elpusztult a Bölöny család szilaspusztai kastélya. Az első helyi termelőszövetkezet az 1951-ben alakult Előre volt, de ez 1954-ben megszűnt. 1959-ben alakult meg a Felszabadult Föld nevű tsz, amely 1976-ban egyesült a körösnagyharsányi Kossuth tsz-szel, majd később Szabó Pál nevét vette fel.

## Közélete

### Polgármesterei
- 1990–1994: Makra Győző (MDF)[5]
- 1994–1998: Kiss Zoltán (független)[6]
- 1998–2002: Kiss Zoltán (független)[7]
- 2002–2006: Makra Győző (független)[8]
- 2006–2010: Vigh Ilona (Fidesz)[9]
- 2010–2014: Vígh Ilona (Fidesz-KDNP)[10]
- 2014–2016: Vigh Ilona (Fidesz-KDNP)[11]
- 2016–2019: Makra Tibor (független)[12][13]
- 2019–2024: Makra Tibor (Fidesz-KDNP)[14]
- 2024– : Makra Tibor (Fidesz-KDNP)[1]

A településen 2016. július 24-én időközi polgármester-választást (és képviselő-testületi választást) tartottak, az előző képviselő-testület önfeloszlatása miatt. A választáson a korábbi polgármester is elindult, de négy jelölt közül csak a második helyet sikerült elérnie.

## Népesség
A település népességének változása:
| Lakosok száma | 963  | 948  | 945  | 828  | 736  | 736  | 722  |
|               | 2013 | 2014 | 2015 | 2021 | 2022 | 2023 | 2024 |

2001-ben a település lakosságának közel 100%-a magyar nemzetiségűnek vallotta magát.
A 2011-es népszámlálás során a lakosok 87%-a magyarnak, 1% románnak, 0,2% szlováknak mondta magát (12,9% nem nyilatkozott; a kettős identitások miatt a végösszeg nagyobb lehet 100%-nál). A vallási megoszlás a következő volt: római katolikus 5,3%, református 64,6%, felekezeten kívüli 10,7% (15,3% nem nyilatkozott).
2022-ben a lakosság 91,7%-a vallotta magát magyarnak, 4,3% románnak, 0,3% szlováknak, 0,1-0,1% ukránnak, szlovénnek és cigánynak, 0,7% egyéb, nem hazai nemzetiségűnek (7,1% nem nyilatkozott; a kettős identitások miatt a végösszeg nagyobb lehet 100%-nál). Vallásuk szerint 50,5% volt református, 6,5% római katolikus, 2,3% ortodox, 0,4% evangélikus, 0,4% görög katolikus, 1,6% egyéb keresztény, 0,4% egyéb katolikus, 12,4% felekezeten kívüli (25,4% nem válaszolt).

## Neves biharugraiak
- 1847-ben itt született Schreyer Jakab ügyvéd és jogi író, a fővárosi képviselő-testület, a Kereskedelmi és Iparkamara vezetőségi tagja, a Ferencz József Lovagrend kitüntetettje. Meghalt 1932-ben.
- 1893. április 5-én itt született Szabó Pál író. (Meghalt 1970. október 31.) 1949-ben Baumgarten-díjat, 1950-ben József Attila-díjat, 1951-ben és 1954-ben Kossuth-díjat kapott.

## Nevezetességei
- A települést övező halastavak a Ramsari Egyezmény szerint, nemzetközileg is kiemelkedő jelentőségű vizes élőhelyek.
- A településtől keletre halad el a szarmaták által 324 és 337 között épített, az Alföldet körbekerülő Csörsz-árok vagy más néven Ördögárok nyomvonala.
- Bölöny-kúria, eredetileg klasszicista stílusban épült, majd a 19. század végén romantikus stílusban átalakított műemlék.[19]
- Református temploma az Árpád-kori monostor alapfalainak felhasználásával épült 1772-ben, tornya 1800-ból származik.[20]
- Műemlék népi lakóház, egykori cselédház[21]
- Zsidó temető, benne a falu kereskedőcsaládjainak síremlékeivel, a 19. század második felétől 1942-ig használták. A Bem utca és a régi temető sarkánál helyezkedik el.
- Világháborús emlékmű, rajta többek között a holokauszt áldozatainak neveivel.
- Szabó Pál Irodalmi Emlékház[22]
- A településen áthalad az Alföldi Kéktúra.